# Paramblesthidopsis ochreosignata
Paramblesthidopsis ochreosignata är en skalbaggsart som beskrevs av Stefan von Breuning 1981. Paramblesthidopsis ochreosignata ingår i släktet Paramblesthidopsis och familjen långhorningar. Inga underarter finns listade i Catalogue of Life.